# Sophie von der Pfalz

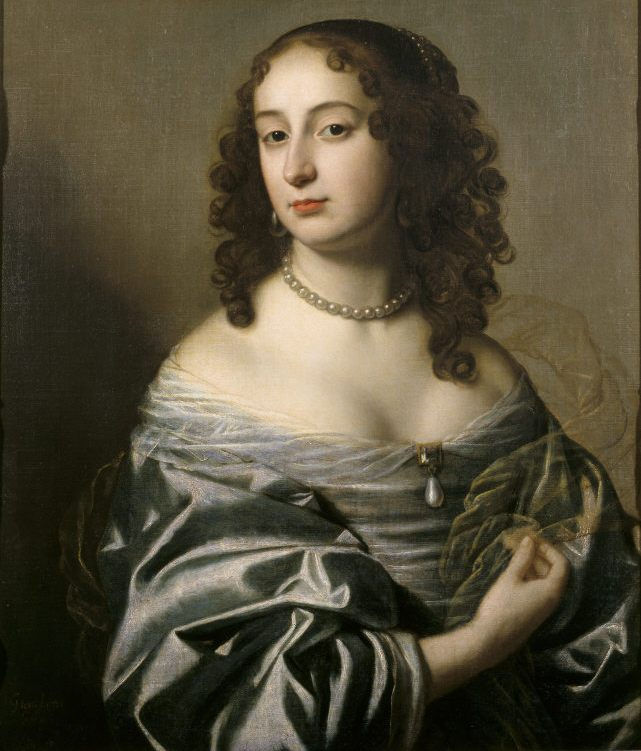
Sophie von der Pfalz, Porträt aus dem Jahr 1650

Sophie, Prinzessin von der Pfalz, später bekannt als Kurfürstin Sophie von Hannover (* 14. Oktober 1630 in Den Haag; † 8. Juni 1714 in Herrenhausen), wurde durch ihre Heirat mit Ernst August zur Herzogin zu Braunschweig und Lüneburg und Kurfürstin von Braunschweig-Lüneburg. Durch den Act of Settlement war sie ab 1701 die designierte Thronfolgerin der britischen Monarchie.

## Geschwister
|     | Geschwister von Elisabeth von der Pfalz |
| --- | --- |
| 1.  | Heinrich Friedrich (* 11. Januar 1614 in Heidelberg; † 17. Januar 1629 in der Nähe von Haarlem ertrunken, Grabstätte im St. Vinzent Kloster oder in der Prinzenkirche in ’s-Gravenhage, Niederlande), Kurprinz von der Pfalz |
| 2.  | Karl Ludwig (* 22. Dezember 1617 in Heidelberg; † 28. August 1680 bei Edingen), Kurprinz und nachmaliger Kurfürst von der Pfalz |
| 3.  | Elisabeth (* 26. Dezember 1618 in Heidelberg; † 8. Februar 1680 im Stift Herford, Grabstätte im Herforder Münster, seit dem 30. April 1667 Äbtissin zu Herford (Westfalen)) |
| 4.  | Ruprecht (* 27. Dezember 1619 in Prag; † 29. November 1682 in London, Grabstätte in der Westminster-Abtei, London), seit 1643 Duke of Cumberland, britischer Admiral, Gouverneur von Windsor ⚭ morganatisch mit Lady Bellamont und später mit Margarete Hewes |
| 5.  | Moritz (* 6. Januar 1621 in Küstrin; † September 1652, verschollen, wahrscheinlich bei einem Schiffbruch auf hoher See oder als Gefangener in Algier gestorben) |
| 6.  | Louise Maria „Luise-Hollandine“ (* 18. April 1622 in Den Haag; † 11. Februar 1709 im Kloster Maubuisson, Grabstätte im Zisterzienserinnenkloster Maubuisson in Saint-Ouen-l’Aumône, Département Val-d’Oise, Frankreich), seit 1664 Äbtissin zu Maubuisson |
| 7.  | Ludwig (* 31. August 1623 in Den Haag; † 24. Dezember 1623 ebd., Grabstätte im St. Vinzent-Kloster oder in der Prinzenkirche in ’s-Gravenhage, Niederlande) |
| 8.  | Eduard (* 5. Oktober 1625 in Den Haag; † 13. März 1663 in Paris, Grabstätte in der Klosterkirche Val de Grace, Paris) ⚭ seit 1645 mit Anna Gonzaga (* 1616; † 6. Juli 1684), Prinzessin von Nevers, Mantua und Monferrat |
| 9.  | Henriette Marie (* 17. Juli 1626 in Den Haag; † 18. September 1651 in Sárospatak, Grabstätte in der St. Michaels-Kirche, Karlsburg, heute Alba Iulia, Rumänien) ⚭ seit dem 16. Mai 1651 in Patak mit Sigismund II. Rákóczi (* 14. Juli 1622; † 4. Februar 1652 in Făgăraș, Grabstätte in der St. Michaels-Kirche, Karlsburg, heute Alba Iulia, Rumänien), Graf von Mongatsch |
| 10. | Philipp (* 16. September 1627 in Den Haag; 16. Dezember 1650 in der Schlacht bei Rethel gefallen, Grabstätte in der Pfarrkirche Saint Charles, Sedan), lothringischer Reiterobers |
| 11. | Charlotte (* 19. Dezember 1628 in Den Haag; † 24. Januar 1631 in Den Haag, Grabstätte in der Hof- und Kollegiatskapelle, später französische Klosterkirche, Den Haag, Niederlande) |
| 12. | Sophie (* 14. Oktober 1630 in Den Haag; † 8. Juni 1714 in Herrenhausen, Grabstätte im Welfenmausoleum im Berggarten Herrenhausen in Hannover); ⚭ seit dem 17. Oktober 1658 in Heidelberg mit Ernst August, Kurfürst von Hannover |
| 13. | Gustav Adolf (* 14. Januar 1632 in Den Haag; † 9. Januar 1641, Grabstätte in der Hof- und Kollegiatskapelle, später französische Klosterkirche, Den Haag, Niederlande) |

## Leben

### Frühe Jahre

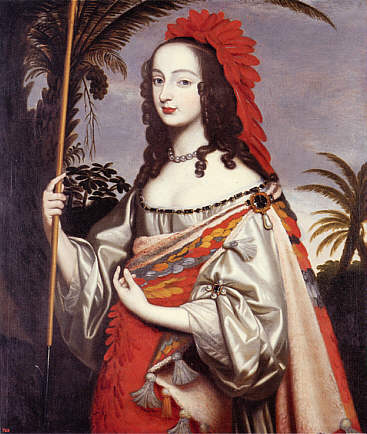
Sophie von der Pfalz als Indianerin (um 1644), gemalt von ihrer Schwester Luise Hollandine

Prinzessin Sophie wurde 1630 als zwölftes Kind des Kurfürsten Friedrich V. von der Pfalz, des böhmischen „Winterkönigs“ aus dem Haus Wittelsbach, und von Elisabeth Stuart, Tochter König Jakobs I./VI. von England und Schottland im holländischen Exil geboren, wo ihre Eltern in Den Haag sowie auf einem Jagdschloss in Rhenen lebten. Ihr Vater starb, als sie erst zwei Jahre alt war. Die Mutter gab sie, wie auch ihre Geschwister, zur Erziehung an eine Adelsfamilie in Leiden, was damals in Königshäusern oft praktiziert wurde, so wie die Mutter selbst einst in Schottland aufgezogen worden war. Sophie kommentierte dies später in ihren Memoiren: „Ihre Majestät ließ alle ihre Kinder fern von sich erziehen, denn den Anblick ihrer Meerkatzen und Hunde zog sie dem unsrigen entschieden vor“. Die finanzielle Lage der „Winterkönigin“ wurde allerdings zunehmend schwierig. Mit der Mutter sprach Sophie englisch, mit den Geschwistern deutsch oder niederländisch, darüber hinaus fließend französisch, damals die gängige Sprache an allen europäischen Höfen; in Briefen lässt sie häufig, oft in ironischer Absicht, niederländische Ausdrücke oder Sprichwörter einfließen; deutsch sprach sie vermutlich mit niederländischem Akzent.
Nach dem Scheitern des Eheprojekts mit ihrem Cousin, dem späteren Karl II. von England und Schottland, zog sie 1650 nach Heidelberg an die Residenz ihres Bruders Karl Ludwig, des Kurfürsten von der Pfalz, der nach Ende des Dreißigjährigen Krieges 1649 dorthin zurückgekehrt war, und lebte sieben Jahre bis zu ihrer Eheschließung im Heidelberger Schloss, gemeinsam mit ihrem Bruder und dessen Gemahlin Charlotte von Hessen-Kassel. Sophie sorgte für deren Kinder Elisabeth Charlotte und Karl. Die unter den ständigen Streitereien der Eltern leidenden Kinder bedurften der Fürsorge ihrer Tante, wobei das Mädchen – allgemein bekannt als Liselotte von der Pfalz – ihr besonderer Liebling war. Das Verhältnis Sophies zu ihrer Schwägerin Kurfürstin Charlotte war anfangs halbwegs freundschaftlich, später jedoch gespannt, nachdem diese von Sophies älterer, unverheirateter Schwester Elisabeth aus Eifersucht gegen sie aufgehetzt worden war. Um dieser Situation zu entkommen, ersehnte Sophie eine Heirat, schlug allerdings einige Kandidaten aus, die nicht aus souveränem Hause stammten. Sie begleitete ihren Bruder und dessen Familie zu Staatsbesuchen nach Stuttgart, bei Herzog Eberhard III., und nach Regensburg zum Reichstag, wo sie von Kaiser Ferdinand III. und Kaiserin Maria Anna empfangen wurden.

### Heirat ins Haus der Welfen

#### Bräutigamstausch
Herzog Georg Wilhelm zu Braunschweig-Lüneburg, seinerzeit Regent im Fürstentum Calenberg (mit Residenz in Hannover), war seitens seiner Landstände nahegelegt worden, zu heiraten und für Nachwuchs in der jüngeren Linie des Welfenhauses zu sorgen, da weder er noch seine drei Brüder bislang Kinder hatten. Georg Wilhelm nutzte die Aufforderung, um im Gegenzug eine Erhöhung seiner Apanage herauszuhandeln. Er entschied sich, um die Hand Sophies anzuhalten, die er als Jugendliche in Holland kennengelernt hatte. Um deren Hand hielt jedoch bereits Prinz Adolf von Schweden an, ein entfernter Wittelsbacher Cousin; Kurfürst Karl Ludwig war mit dessen Bruder König Karl X. Gustav freundschaftlich verbunden. Es kostete ihn einige diplomatische Mühe, Prinz Adolf von Schweden zurückzuweisen, den Sophie nicht leiden konnte. Im Herbst 1656 begaben sich Georg Wilhelm und sein jüngerer Bruder Ernst August zu Braunschweig-Lüneburg auf der Durchreise zu ihrem üblichen Winteraufenthalt in Venedig nach Heidelberg, wo eine zunächst geheim gehaltene Verlobung stattfand. Ernst August sei „nicht sehr erfreut“ darüber gewesen, „denn er hätte seinen Bruder, dessen ganzes Vertrauen er besaß, lieber für sich allein gehabt, als daß dieser nun sein Herz mit einer Frau teilen mußte, was ihre Freundschaft möglicherweise verändern würde“. In Venedig zog sich Georg Wilhelm jedoch eine venerische Infektion zu, die ihn in einen „für eine Heirat sehr unvorteilhaften Zustand“ versetzte. Er kehrte nicht, wie vereinbart, nach Heidelberg zurück und die Briefe an seine Verlobte wurden kühler, was den Kurfürsten Karl Ludwig beunruhigte.
Um sich diplomatisch aus der Affäre zu ziehen, plante Georg Wilhelm zunächst, Ernst August gegen eine hohe Apanage seine Braut und sein Fürstentum Calenberg-Hannover abzutreten, um ihn zu einer ansehnlichen Partie zu machen. Ernst August hatte als Jüngster von vier Brüdern damals kaum Aussicht auf ein eigenes Fürstentum, da seine beiden ältesten Brüder in Celle und Hannover regierten und der Bruder Johann Friedrich der Nächste in der Erbfolge war; dieser stimmte einem Verzicht aber nicht zu und schlug vor, selbst Sophie zu heiraten, was zu einem Zerwürfnis führte. Schließlich einigten sich die Brüder, dass Ernst August um Sophies Hand anhalten solle, gegen das Versprechen Georg Wilhelms, ehelos zu bleiben, in der Erwartung, dass weder der seit langem kinderlos verheiratete Älteste, Christian Ludwig, noch Johann Friedrich Kinder bekommen würden, sodass eines Tages Ernst August oder seine Söhne beide Fürstentümer erben würden. In der Zwischenzeit könnte Ernst August noch Fürstbischof von Osnabrück werden, da er bereits im Kindesalter zum Koadjutor und Nachfolger des katholischen Fürstbischofs bestimmt worden war, entsprechend einem konfessionellen Kompromiss im Westfälischen Friedensvertrag von 1648, wonach das Fürstbistum abwechselnd von einem katholischen Bischof und einem Herzog aus der jüngeren Linie des Hauses Braunschweig-Lüneburg regiert werden sollte. Ernst Augusts Apanage wurde anlässlich seiner Verlobung mit Sophie 1657 beträchtlich erhöht und der Ehevertrag enthielt ein Leibgedinge als Witwenrente für Sophie. Der Heiratsverzicht war nicht Teil des Ehevertrages, sondern wurde durch Georg Wilhelm seinem Bruder schriftlich zugesichert. Mit diesen Versprechungen heiratete Ernst August am 17. Oktober 1658 in Heidelberg die (für damalige Verhältnisse als 28-Jährige schon etwas ältliche) Sophie. Damit war die Ehre des Welfenhauses gegenüber den Pfälzer Wittelsbachern gerettet.
Doch erwies sich Georg Wilhelm als unbeständig. Kurz nach der Verlobung senkte er die Apanage für Ernst August auf Druck seiner Regierungsräte um beträchtliche 20.000 Taler jährlich. Bald schon äußerte Georg Wilhelm Sophie gegenüber, er bedaure es sehr, sie nicht genommen zu haben; seine Avancen machten Ernst August eifersüchtig und zwangen Sophie, Georg Wilhelm gegenüber ein distanziertes Verhalten an den Tag zu legen. Auch sollte Georg Wilhelm sich nicht an sein Eheverzichtsversprechen halten.

#### Leben in Hannover und Osnabrück

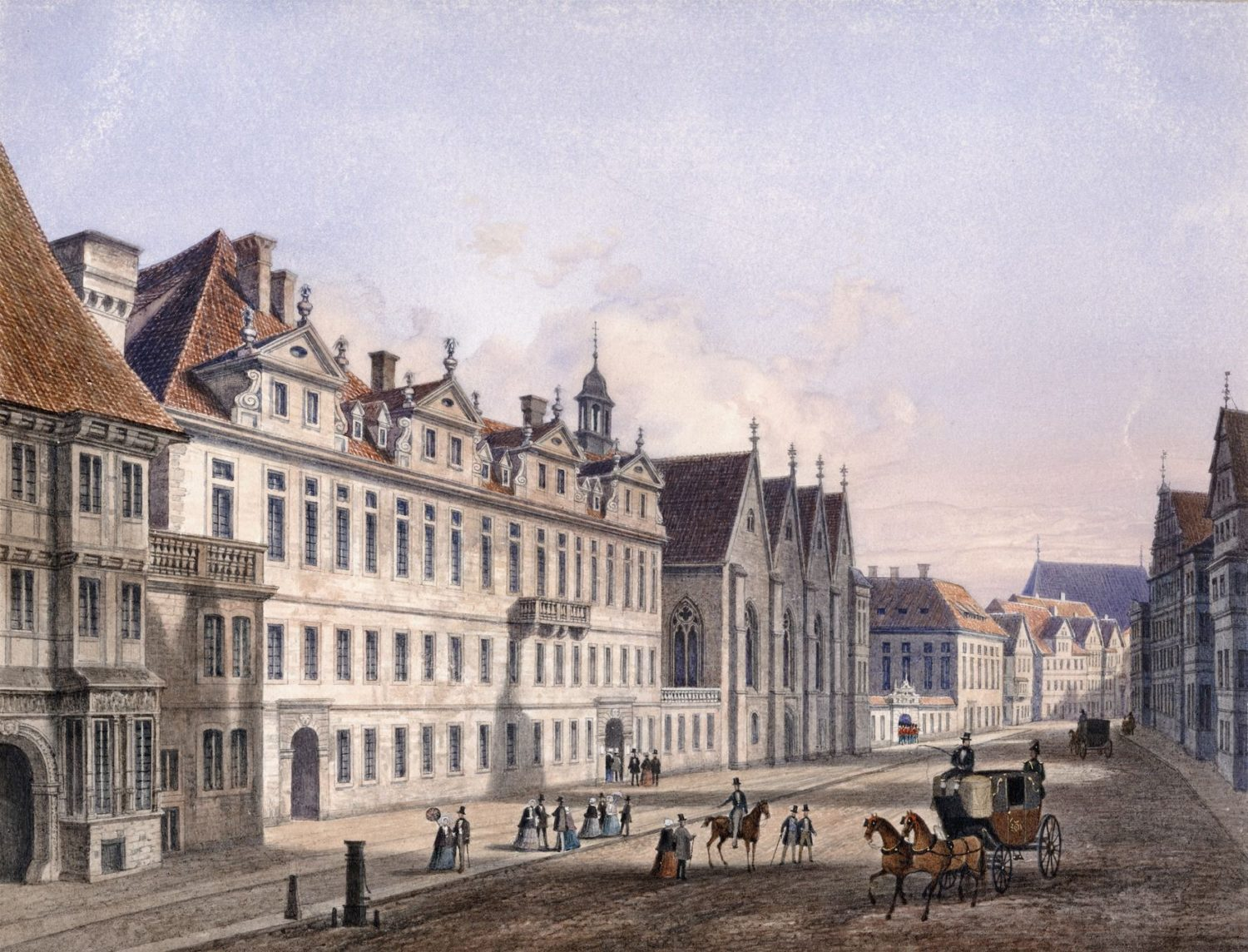
Das Leineschloss (ehemaliges Minoritenkloster) in Hannover

Sophie und Ernst August lebten zunächst am Hof Georg Wilhelms im Leineschloss in Hannover. Sophie hatte ihre 7-jährige Nichte Liselotte von der Pfalz aus Heidelberg nachgeholt, nachdem deren Eltern sich getrennt hatten, und wurde nun für vier Jahre deren Ziehmutter. Gemeinsam besuchten sie 1659 ihre Mutter bzw. Großmutter, die „Winterkönigin“, in Den Haag. 1662 verstarb diese in London. Ernst August wurde wie vereinbart Fürstbischof von Osnabrück, nachdem sein Vorgänger 1662 gestorben war. Die junge Familie, inzwischen mit zwei kleinen Söhnen sowie Liselotte, zog von Hannover auf das fürstbischöfliche Schloss Iburg. 1663 kehrte Liselotte nach Heidelberg zurück; sie wurde 1671 an den französischen Königshof verheiratet und hat bis zu Sophies Tod zweimal pro Woche 20–30 Seiten lange Briefe an „ma tante“ gesendet und entsprechende empfangen; sie sind ein Hauptbestandteil ihres berühmten Briefkonvoluts.
Zweimal besuchten sie Ernst Augusts Schwester, Königin Sophia Amalia von Dänemark, 1667 im Glückstädter Schloss und 1680 als Witwe in Nykøbing; nach dem ersten Besuch fädelte Sophie die Heirat von deren Tochter Wilhelmine Ernestine mit ihrem Neffen Karl von der Pfalz ein. Im Februar 1664 ließ Ernst August seine Frau zu seinem gewöhnlichen Winteraufenthalt nach Venedig nachkommen, sie blieb dann für etwa ein Jahr in Italien. Die Alpenüberquerung im Winter war beschwerlich, Sophie und ihre Begleiter gingen meist zu Fuß, da Pferde oder Sänften gefährdet waren, abzurutschen. Sie schildert die Durchquerung der Schöllenen-Schlucht über die Teufelsbrücke und die Benutzung „abscheulicher Schlitten“. Mit großem Gefolge besuchte sie Verona, Vicenza und wurde in Venedig zum Mittelpunkt zahlreicher Festlichkeiten, ebenso wie anschließend in Mailand. Über Bologna und Loreto reisten sie nach Rom, wo sie in einem Palast des Großherzogs von Toskana logierten. Dort verkehrten sie unter anderem mit Maria Mancini und Ezechiel Spanheim. Auch Ernst Augusts katholisch gewordener Bruder Johann Friedrich war dabei. Während Ernst August noch bei Maria Mancini in Rom blieb, reiste Sophie mit ihrem Gefolge unter der Führung Franz Ernst von Platens über Florenz und Bologna zurück; in Florenz wurde sie von Ferdinando II. und seinem Bruder Leopoldo de’ Medici empfangen; zum Karneval in Venedig traf sie wieder mit Ernst August zusammen. Auf der Rückreise erfuhr dieser in Heidelberg vom Tod seines ältesten Bruders Christian Ludwig in Celle. Der vorzeitig zurückgekehrte Johann Friedrich versuchte, in einem Handstreich die Regentschaft über das Fürstentum Lüneburg anzutreten, die seinem älteren Bruder Georg Wilhelm zustand. Nach längeren Verhandlungen einigten sie sich; Georg Wilhelm übernahm die Regierung in Celle, Johann Friedrich die in Hannover. 1668 heiratete Johann Friedrich Sophies Nichte Benedicta Henriette von der Pfalz, wodurch eine künftige Erbfolge von Ernst Augusts und Sophies Söhnen im Fürstentum Calenberg-Hannover unwahrscheinlich wurde; doch gebar Benedicta Henriette bis 1673 vier Töchter, wodurch die Erbfolge offen blieb.
Der französische Adlige Antoine Carré veröffentlichte 1671 in Paris Livre des Guitarre contenant plusieurs pieces (mit Kompositionen für die Barockgitarre), das er Sophie gewidmet hat, die ebenso wie Ernst August Gitarre spielte. Sophie vermittelte nach einem Besuch in Dänemark bei Ernst Augusts Schwester Sophie Amalie und ihrem Gemahl König Friedrich III., die Heirat von deren Tochter Wilhelmine Ernestine von Dänemark mit ihrem Neffen, dem Kurprinzen Karl von der Pfalz; obgleich hochschwanger, begleitete sie die Braut wie versprochen persönlich von Dänemark nach Heidelberg, wo die Hochzeit 1671 stattfand.

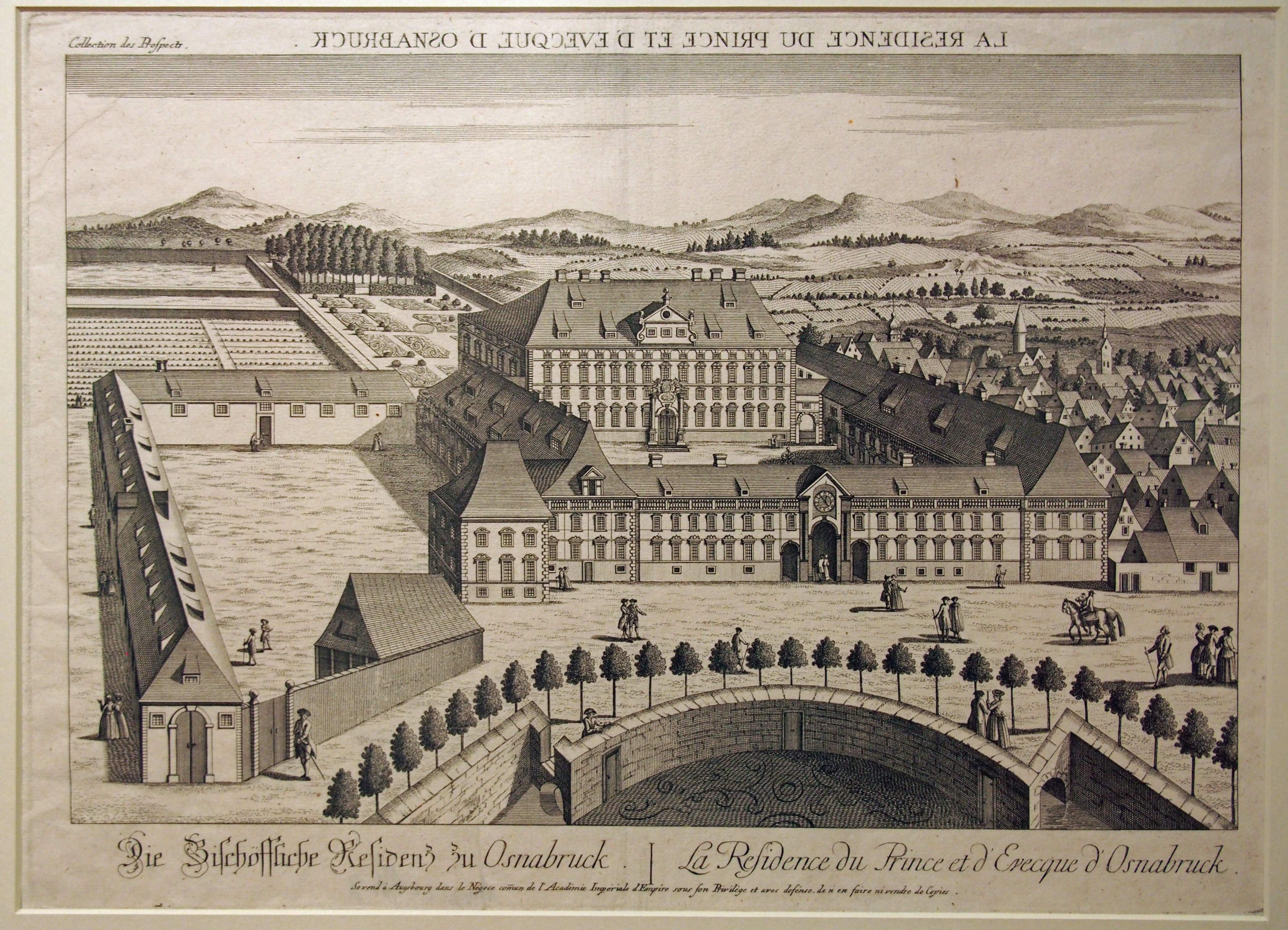
Schloss Osnabrück

1673 bezog die fürstbischöfliche Familie die von Ernst August neu erbaute Residenz, das Schloss Osnabrück. Auch Sophie brachte hierfür Ideen ein, insbesondere die Gestaltung des Osnabrücker Schlossparks machte sie sich zur Aufgabe, nachdem sie sich in Frankreich beim Besuch vieler Schlösser und Gärten hatte inspirieren lassen; besonderen Eindruck machten ihr die Schlösser und Parks von Liancourt und Saint-Cloud. Von Juli bis Oktober 1679 reiste sie mit ihrer 13-jährigen Tochter Sophie Charlotte („Figuelotte“ genannt, der späteren preußischen Königin) nach Frankreich. Offiziell galt der Besuch ihrer Schwester Luise Hollandine von der Pfalz, Äbtissin des Klosters Maubuisson bei Paris, ihrer Nichte Liselotte von der Pfalz, Herzogin von Orléans, sowie ihrer Schwägerin Anna von der Pfalz, geborene Gonzaga. Sophie reiste inkognito als Madame de Osnabruck. Angeregt worden war die Reise durch die Herzogin von Mecklenburg-Schwerin, geborene Elisabeth Angélique de Montmorency, eine politisch gut vernetzte Französin, der Sophie sich mit mehreren Hofdamen anschloss. Sie wohnte abwechselnd bei ihrer Schwester im Kloster, bei ihrer Nichte und deren Ehemann Herzog Philippe d’Orléans im Palais Royal und besuchte deren Schloss Saint-Cloud sowie das königliche Schloss Versailles. Philippes älterer Bruder, König Ludwig XIV., behandelte sie sehr zuvorkommend; auf Schloss Fontainebleau nahm sie an der Hochzeit von Philippes Tochter Marie Louise d’Orléans mit König Karl II. von Spanien teil, der durch einen Prokurator vertreten wurde. Die angestrebte Verlobung Figuelottes mit Louis, dem „Grand Dauphin“, fand allerdings nicht statt, da Ludwig XIV. sich für eine andere Kandidatin entschied. In ihren Memoiren von 1680 schildert Sophie die Reise sowie ihre Begegnungen ausführlich.
1672 begann die Beziehung Ernst Augusts mit Clara Elisabeth von Platen, die ab 1674 seine offizielle Mätresse wurde und ihm zwei Kinder gebar. 1674 bekam Sophie ihr siebtes und letztes Kind. Ebenfalls 1674 heiratete Georg Wilhelm in zunächst morganatischer Ehe die hugenottische Hofdame Eleonore d’Olbreuse und zeugte mit ihr die Tochter Sophie Dorothea. 1675 erreichte er bei Kaiser Leopold I. die Erhebung Eleonores zur „Gräfin von Harburg und Wilhelmsburg“, die er 1676 als nunmehr „Ebenbürtige“ erneut offiziell heiratete, wodurch Eleonore und ihre Tochter zu Herzoginnen aufstiegen. Dieser zweiten Trauung blieben Ernst August und Sophie demonstrativ fern. Diese heikle Konstellation ließ Sophie und Ernst August über Jahre hinweg befürchten, ein eventueller Sohn aus dieser Ehe könne die Erbansprüche Ernst Augusts und seiner Söhne im Fürstentum Lüneburg gefährden. Entgegen Eleonores sehnlichem Wunsch gebar sie jedoch keinen Sohn. Ernst August befürchtete lange Zeit, im Falle seines Todes könnten seine Kinder unversorgt zurückbleiben, da ihre Erbfolge in den Fürstentümern seiner beiden älteren Brüder keineswegs gesichert schien und das Hochstift Osnabrück dann wieder an einen katholischen Bischof gefallen wäre.

#### Kurfürstin von Hannover
Kurz nach Sophies Rückkehr aus Frankreich starb 1679 Ernst Augusts älterer Bruder Johann Friedrich völlig überraschend auf dem Weg nach Venedig; da er keinen männlichen Erben hinterließ, konnte Ernst August 1679 die Herrschaft im Fürstentum Calenberg antreten. Sie zogen nun zurück nach Hannover, doch trauerte Sophie der Osnabrücker Residenz nach: „Ich werde mein Leben lang den Garten und das Schloss in Osnabrück vermissen. Mein Garten, meine Blumen, mein Haus, meine Möbel: Ich finde mich dieser Freuden auf einmal beraubt.“ Ende 1680, in einer tiefen persönlichen Krise aufgrund des Wegzugs aus Osnabrück, des kurz nacheinander erfolgten Todes ihrer Schwester Elisabeth und ihres Bruders Karl Ludwig, des Verlassenseins durch ihren Mann und dessen erneute Abreise nach Venedig, begann Sophie ihre Memoiren zu schreiben, die sie im Februar 1681 beendete. Sie zeichnen sich durch einen realistischen Blick auf sich selbst, auf ihre Mitmenschen, durch frische Lebendigkeit und eine bisweilen spitze Feder voller Witz und Ironie aus.
Mit dem plötzlichen Erbanfall Hannovers war zwar die Unsicherheit bezüglich der Versorgung ihrer Kinder beseitigt, doch blieb die gespannte Beziehung zu Georg Wilhelm und Eleonore bestehen. Die Schilderung der Ereignisse und Einstellungen am Celler Hof aus Sophies Sicht, auch die Empörung über ihre Schwägerin Eleonore d’Olbreuse, nimmt in ihren Memoiren beträchtlichen Raum ein. Diese Entfremdung veranlasste die beiden Brüder 1682, ihre Kinder Sophie Dorothea und Georg Ludwig miteinander zu verheiraten – gegen den Willen der Tochter wie auch beider Mütter. Diese unglückliche Ehe endete schließlich in einer dramatischen Ehescheidung sowie Sophie Dorotheas lebenslänglichem Exil als „Herzogin von Ahlden“. Doch Georg Ludwig konnte – wie geplant – 1705 die Erbfolge seines Onkels und Ex-Schwiegervaters im Fürstentum Lüneburg antreten.
Im Jahr 1683 führte Ernst August, um die Herrschaft des Gebietes zukünftig in einer Hand zu erhalten, gegen den Widerstand seiner jüngeren Söhne die Primogenitur ein, alle Besitzungen sollten in Zukunft an den erstgeborenen Sohn fallen. Die jüngeren Söhne rebellierten fast 20 Jahre lang gegen diese Neuerung, die der jahrhundertelangen welfischen Familientradition widersprach. 1691 eskalierte der Prinzenstreit in einer Verschwörung des Sohnes Maximilian Wilhelm, gegen die Ernst August rücksichtslos durchgriff. Sophie unterstützte die Position ihrer jüngeren Söhne, was ihre Ehe zusätzlich belastete. Lediglich der jüngste Sohn Ernst August II. hielt sich heraus; er wurde später ebenfalls Fürstbischof von Osnabrück. 1684 heiratete die Tochter Sophie Charlotte den Kurprinzen Friedrich von Brandenburg, der ab 1688 als Kurfürst und ab 1701 als König in Preußen regierte. Durch das Edikt von Fontainebleau von 1685 wurden die Hugenotten aus Frankreich vertrieben, wovon die deutschen protestantischen Fürstentümer infolge hochqualifizierter Einwanderer profitierten. Sophies Vetter Karl II. starb im selben Jahr in London, sein Bruder Jakob II. folgte ihm nach. 1690 fielen Sophies Söhne Friedrich August und Karl Philipp im Kampf gegen die Türken in Siebenbürgen.
Für seine Dienste Kaiser Leopold I. gegenüber wurde Ernst August 1692 mit der Verleihung der neunten Kurwürde belohnt. Offiziell wurde er nun Kurfürst von Braunschweig-Lüneburg genannt, gemeinhin jedoch als Kurfürst von Hannover bezeichnet, da die Kurwürde sich auf ihn als Fürst von Calenberg-Hannover bezog. Diese Erhöhung empörte den Wolfenbütteler Vetter Anton Ulrich, der als Oberhaupt der älteren Welfenlinie sich selbst als ersten Anwärter dafür gesehen hätte. 1694 sorgte die Königsmarck-Affäre für Gerede an den europäischen Höfen.
Im Juli 1697 begegnete Sophie Zar Peter dem Großen auf der Durchreise in Burg Coppenbrügge. 1698 starb Ernst August, 1705 sein Bruder Georg Wilhelm, wodurch Sophies ältester Sohn, Kurfürst Georg Ludwig, beide Fürstentümer vereinen konnte. Auch die Tochter Sophie Charlotte starb 1705.

### Wirken
1664–65 reiste Sophie nach Italien. Während ihrer Grand Tour sammelte sie viele Erfahrungen, die ihr späteres Wirken in ihrem Kurfürstentum prägen sollten.
Sie fertigte zahlreiche Stickarbeiten an, darunter einen bis heute erhaltenen Behang für Altäre, den sie 1691 dem Kloster Loccum schenkte.

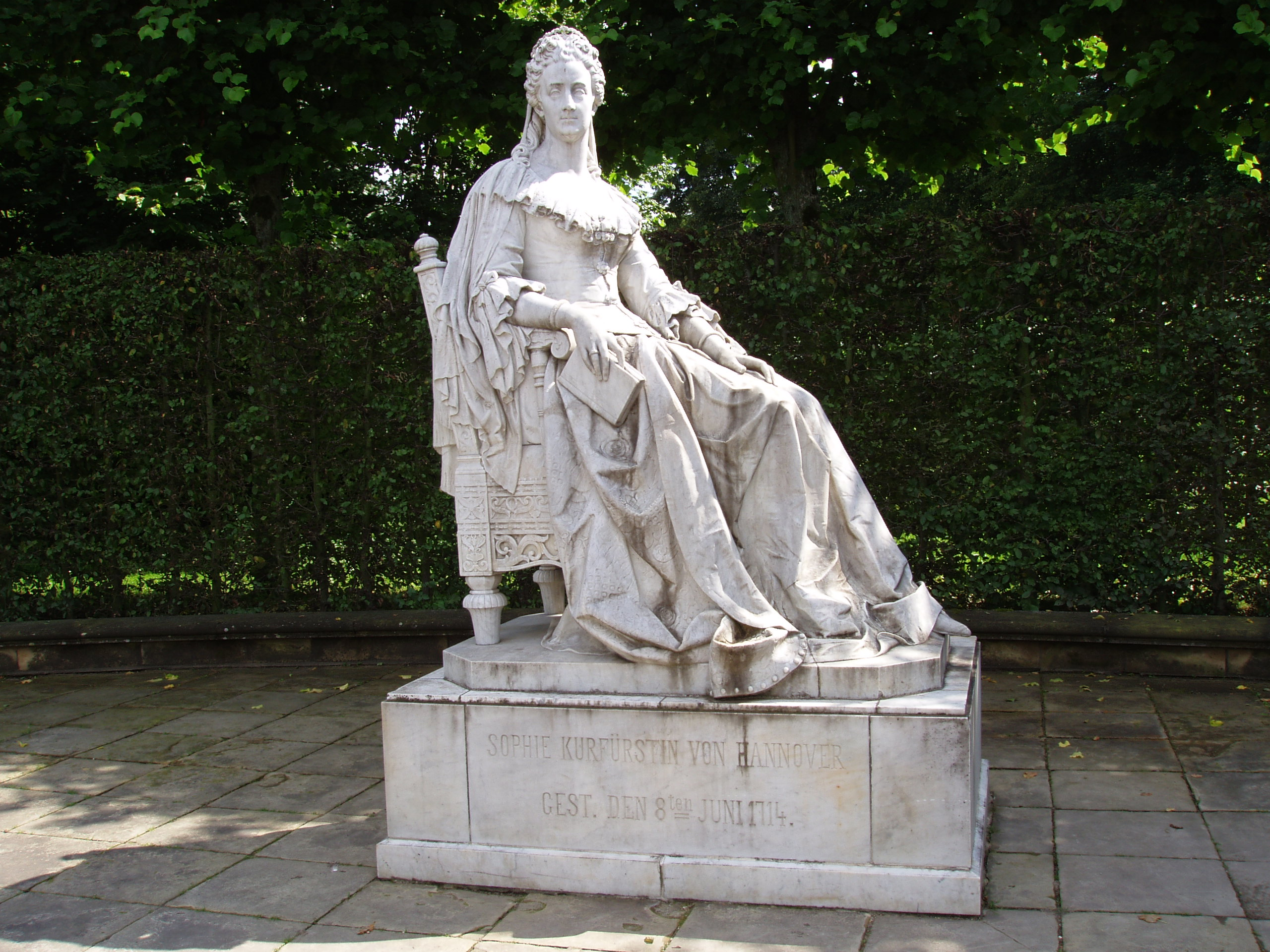
Denkmal der Kurfürstin Sophie von Wilhelm Engelhard im Großen Garten

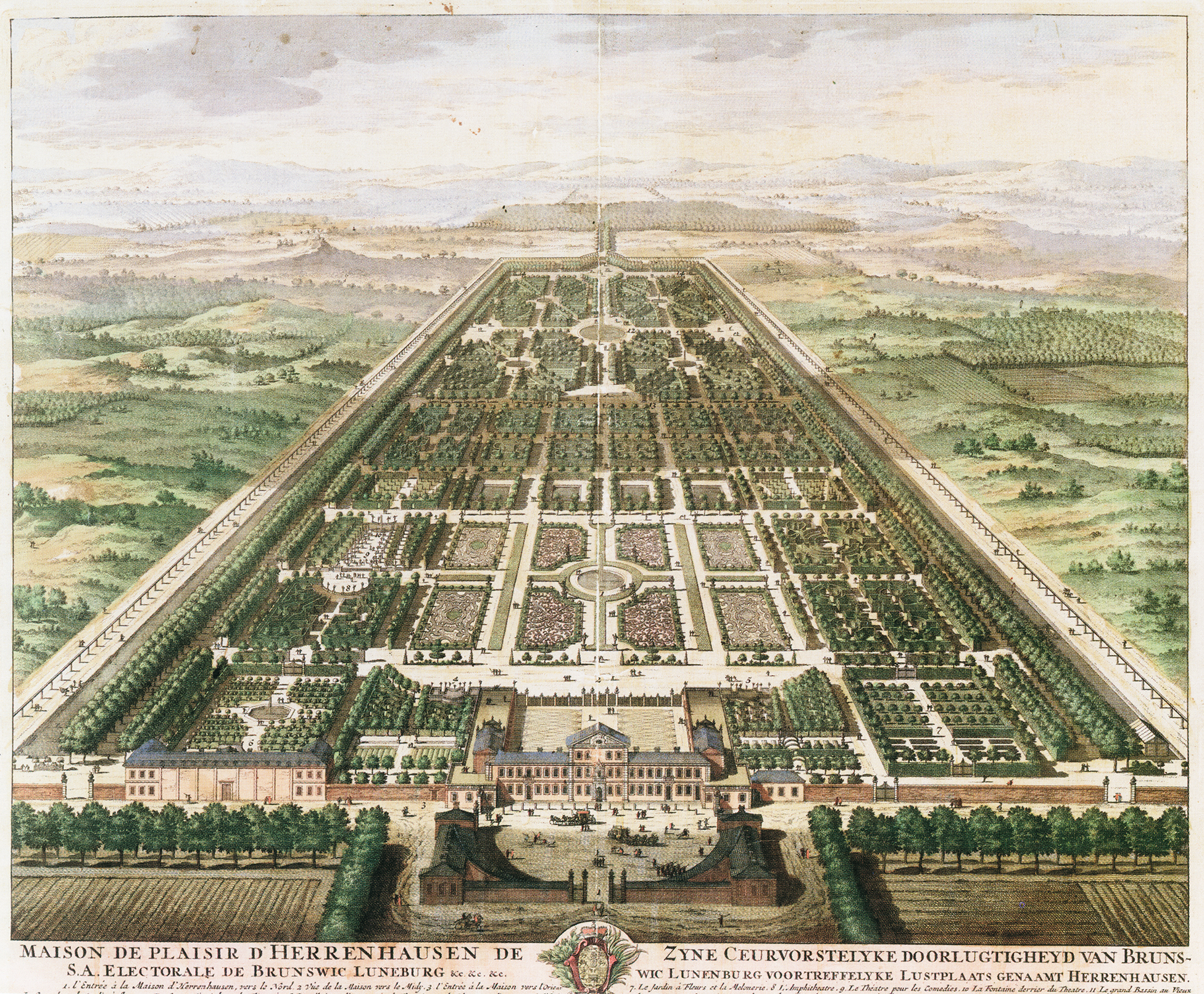
Großer Garten in Hannover-Herrenhausen, im Vordergrund das Schloss

Sophie kümmerte sich in ihrer neuen Funktion als Kurfürstin von Braunschweig-Lüneburg um die Ausgestaltung der hannoverschen Sommerresidenz in Schloss Herrenhausen, während ihr Mann und seine Mätresse, die Platen, zumeist im Leineschloss lebten.
Um den gehobenen Ansprüchen zu genügen, wurde der Große Garten, den ihr Schwager Johann Friedrich hatte anlegen lassen, ab 1680 unter ihrer Leitung neu gestaltet und erweitert, wobei ihr Henry Perronet zur Seite stand, der bereits den Osnabrücker Garten mit ihr angelegt hatte. Neben den italienischen und französischen Reiseeindrücken war es vor allem die niederländische barocke Gartenkunst ihrer Jugend, die sie inspirierte. Ferner steuerte der Hofbibliothekar Johann Friedrichs, den Ernst August übernommen hatte, seinen philosophischen Rat bei: Gottfried Wilhelm Leibniz. So wurde der Garten geradezu zu „geronnener Philosophie“. Bis zu ihrem Tod im Jahr 1714 vervierfachte der Große Garten seine Ausdehnung.
Ein Denkmal im Großen Garten erinnert an Sophie, die als 83-Jährige während eines Platzregens im Garten stolperte und starb. Sie wurde zunächst in der Kapelle des Leineschlosses beigesetzt. Nach dem Zweiten Weltkrieg wurde der Sarkophag in das Welfenmausoleum im Berggarten in Herrenhausen überführt.

### Das britische Erbe

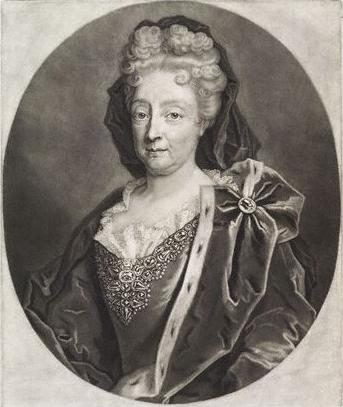
Sophie von der Pfalz (1706)

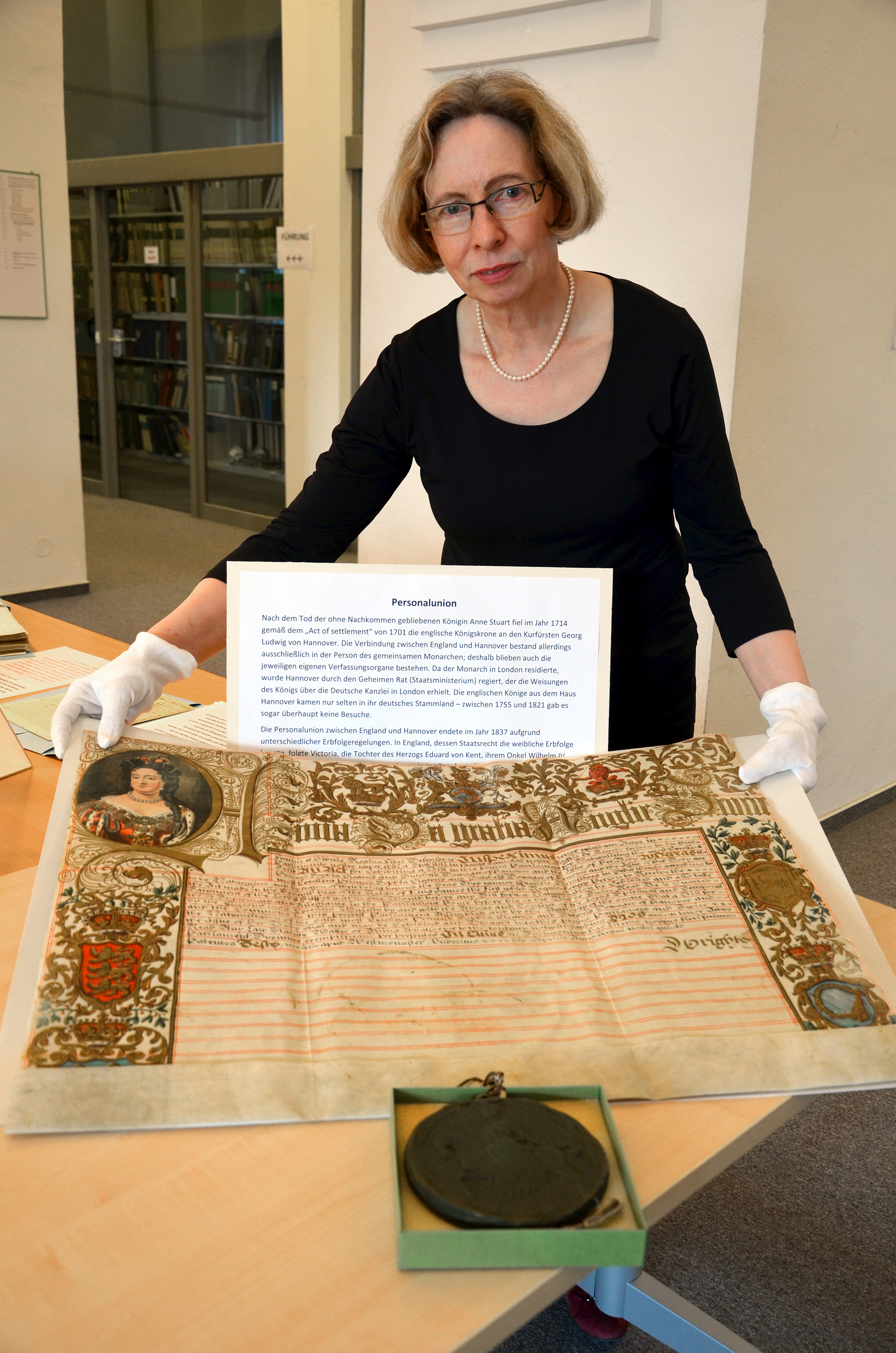
Christine van den Heuvel vom Hauptstaatsarchiv Hannover mit einem Faksimile der für Sophie ausgestellten Sukzessionsurkunde von 1706

Als 1701 in England durch einen Parlamentsbeschluss der antikatholische Act of Settlement erlassen wurde, stand die protestantische Sophie als Tochter der englischen Prinzessin Elisabeth und Cousine König Jakobs II. unvorhergesehen an zweiter Stelle in der englischen Thronfolge, da sie außer Jakobs Tochter, der Thronfolgerin Anne Stuart, die zu diesem Zeitpunkt einzige protestantische Nachfahrin der Könige von England und Schottland war. Der Act of Settlement bestimmte, dass von nun an nur protestantische Erben Anspruch auf den englischen Thron erheben konnten. Da die in Frage kommenden Angehörigen der Pfälzer Linie der Wittelsbacher allesamt entweder verstorben oder zum Katholizismus konvertiert waren, blieb nur Sophie, die jüngste Tochter des protestantischen „Winterkönigs“, übrig.
Königin Anne betrachtete die Verwandten aus Hannover mit Argwohn und verweigerte ihnen die Einreise, eine Apanage oder das Recht, einen Landsitz in Großbritannien nehmen zu dürfen. Sie hätte es vorgezogen, dass die Thronnachfolge ihrem Vater Jakob und dessen (katholischen) Nachkommen aus zweiter Ehe zugesprochen worden wäre. Aus Einsicht in die politische Notwendigkeit einer protestantischen Erbfolge fand sie sich mit den Bestimmungen des Act of Settlement notgedrungen ab. Da Queen Anne immerhin 35 Jahre jünger war als Sophie, rechnete diese selbst nicht mit ihrer Thronbesteigung. Nur drei Wochen vor ihrem Tod zitierte Sophie in einem Brief an Leibniz – mit Blick auf die kränkelnde Anne – das niederländische Sprichwort: „Krakende wagens gaan lang“ (quietschende Wagen fahren lange). Hätte Sophie aber nur sieben Wochen länger gelebt, wäre sie dennoch Königin der Königreiche Großbritannien und Irland geworden. Am 1. Augustjul. / 12. August 1714greg. bestieg ihr Sohn Georg Ludwig, Kurfürst von Braunschweig-Lüneburg (Hannover), als Georg I. den britischen Thron als erster König aus dem Haus Hannover. Die dann folgende Personalunion zwischen Großbritannien und Hannover währte 123 Jahre – bis zur Thronbesteigung Königin Victorias im Jahre 1837, die Herrschaft des Hauses Hannover über das Britische Weltreich bis zu deren Tod 1901.
Der Act of Settlement ist bis heute in Kraft. Das bedeutet, dass als britische Thronfolger auch in Zukunft ausschließlich die protestantischen Nachkommen der Sophie von der Pfalz infrage kommen. Sie ist die gesetzlich garantierte Stammmutter des britischen Königshauses.

## Kinder aus der Ehe mit Ernst August
- Georg Ludwig (1660–1727), seit 1714 als Georg I. König von Großbritannien
- Friedrich August (1661–1690), gefallen im Krieg gegen die Türken
- Maximilian Wilhelm (1666–1726), kaiserlicher Feldmarschall
- Sophie Charlotte (1668–1705), seit 1684 Gemahlin des Kurprinzen Friedrich von Brandenburg, der ab 1688 als Kurfürst Friedrich III. regierte und sich 1701 zum König in Preußen krönte. Sophie Charlotte ist daher seit 1701 Königin in Preußen, nach ihr ist das Schloss Charlottenburg in Berlin benannt. Gemeinsamer Sohn ist der spätere „Soldatenkönig“ Friedrich Wilhelm I.  Auf Vermittlung von Sophie von der Pfalz heirateten ihre beiden Enkel einander, der „Soldatenkönig“ und Sophie Dorothea von Hannover – die Tochter ihres Sohnes Georg Ludwig, des späteren englischen Königs Georg I. und der „Prinzessin von Ahlden“ Sophie Dorothea. Aus dieser Ehe ging ihr Urenkel Friedrich II. hervor.
- Karl Philipp (1669–1690), gefallen im Krieg gegen die Türken
- Christian Heinrich (1671–1703), ertrunken in der Donau beim Feldzug gegen die Franzosen
- Ernst August (1674–1728), Herzog von York und Albany, Bischof von Osnabrück

## Vorfahren
|  |                                                                |  |  |  |  |  |  |  |  |  |  |  |  |
|  | Ludwig VI. Kurfürst von der Pfalz (1539–1583)                  |  |  |  |  |  |  |  |  |  |  |  |  |
|  |                                                                |  |  |  |  |  |  |  |  |  |  |  |  |
|  |                                                                |  |  |  |  |  |  |  |  |  |  |  |  |
|  | Friedrich IV. Kurfürst von der Pfalz (1574–1610)               |  |  |  |  |  |  |  |  |  |  |  |  |
|  |                                                                |  |  |  |  |  |  |  |  |  |  |  |  |
|  |                                                                |  |  |  |  |  |  |  |  |  |  |  |  |
|  | Elisabeth von Hessen (1539–1582)                               |  |  |  |  |  |  |  |  |  |  |  |  |
|  |                                                                |  |  |  |  |  |  |  |  |  |  |  |  |
|  |                                                                |  |  |  |  |  |  |  |  |  |  |  |  |
|  | Friedrich V. Kurfürst von der Pfalz (1596–1632)                |  |  |  |  |  |  |  |  |  |  |  |  |
|  |                                                                |  |  |  |  |  |  |  |  |  |  |  |  |
|  |                                                                |  |  |  |  |  |  |  |  |  |  |  |  |
|  | Wilhelm I. von Oranien (1533–1584)                             |  |  |  |  |  |  |  |  |  |  |  |  |
|  |                                                                |  |  |  |  |  |  |  |  |  |  |  |  |
|  |                                                                |  |  |  |  |  |  |  |  |  |  |  |  |
|  | Luise Juliana von Oranien-Nassau (1576–1644)                   |  |  |  |  |  |  |  |  |  |  |  |  |
|  |                                                                |  |  |  |  |  |  |  |  |  |  |  |  |
|  |                                                                |  |  |  |  |  |  |  |  |  |  |  |  |
|  | Charlotte de Bourbon-Montpensier (1547–1582)                   |  |  |  |  |  |  |  |  |  |  |  |  |
|  |                                                                |  |  |  |  |  |  |  |  |  |  |  |  |
|  |                                                                |  |  |  |  |  |  |  |  |  |  |  |  |
|  | Sophie von der Pfalz                                           |  |  |  |  |  |  |  |  |  |  |  |  |
|  |                                                                |  |  |  |  |  |  |  |  |  |  |  |  |
|  |                                                                |  |  |  |  |  |  |  |  |  |  |  |  |
|  | Maria Stuart Königin von Frankreich und Schottland (1542–1587) |  |  |  |  |  |  |  |  |  |  |  |  |
|  |                                                                |  |  |  |  |  |  |  |  |  |  |  |  |
|  |                                                                |  |  |  |  |  |  |  |  |  |  |  |  |
|  | Jakob I. (VI.) König von England und Schottland (1566–1625)    |  |  |  |  |  |  |  |  |  |  |  |  |
|  |                                                                |  |  |  |  |  |  |  |  |  |  |  |  |
|  |                                                                |  |  |  |  |  |  |  |  |  |  |  |  |
|  | Henry Stuart, Lord Darnley (1545–1567)                         |  |  |  |  |  |  |  |  |  |  |  |  |
|  |                                                                |  |  |  |  |  |  |  |  |  |  |  |  |
|  |                                                                |  |  |  |  |  |  |  |  |  |  |  |  |
|  | Elisabeth Stuart (1596–1662)                                   |  |  |  |  |  |  |  |  |  |  |  |  |
|  |                                                                |  |  |  |  |  |  |  |  |  |  |  |  |
|  |                                                                |  |  |  |  |  |  |  |  |  |  |  |  |
|  | Friedrich II. König von Dänemark und Norwegen (1534–1588)      |  |  |  |  |  |  |  |  |  |  |  |  |
|  |                                                                |  |  |  |  |  |  |  |  |  |  |  |  |
|  |                                                                |  |  |  |  |  |  |  |  |  |  |  |  |
|  | Anna von Dänemark (1574–1619)                                  |  |  |  |  |  |  |  |  |  |  |  |  |
|  |                                                                |  |  |  |  |  |  |  |  |  |  |  |  |
|  |                                                                |  |  |  |  |  |  |  |  |  |  |  |  |
|  | Sophie von Mecklenburg (1557–1631)                             |  |  |  |  |  |  |  |  |  |  |  |  |
|  |                                                                |  |  |  |  |  |  |  |  |  |  |  |  |
|  |                                                                |  |  |  |  |  |  |  |  |  |  |  |  |

## Rezeption
1974 wurde bei der Aufstellung der Nanas in Hannover eine Nana als Sophie benannt.